# 단사층
층 이론에서, 단사층(單射層, 영어: injective sheaf, 프랑스어: faisceau injectif)은 층의 범주에서의 단사 대상이다. 이를 사용하여 층 코호몰로지를 계산할 수 있다.

## 정의
위상 공간 X 위의 아벨 군 값을 갖는 층들의 아벨 범주 {\displaystyle \operatorname {Sh} (X;\operatorname {Ab} )}는 항상 충분한 단사 대상을 갖지만, 충분한 전사 대상을 갖지 않는다. {\displaystyle X} 위의 아벨 군 층의 범주의 단사 대상을 단사층이라고 한다. 즉, 아벨 군층 {\displaystyle {\mathcal {F}}}에 대하여, 만약 임의의
- 층 {\displaystyle {\mathcal {B}}\in \operatorname {Sh} (X;\operatorname {Ab} )}
- {\displaystyle {\mathcal {B}}}의 부분층 {\displaystyle {\mathcal {A}}\subseteq {\mathcal {B}}}
- 층 준동형 {\displaystyle \phi \colon {\mathcal {A}}\to {\mathcal {F}}}

가 주어졌을 때, 항상 {\displaystyle {\tilde {\phi }}|_{\mathcal {A}}=\phi }인 층 준동형 {\displaystyle {\tilde {\phi }}\colon {\mathcal {B}}\to {\mathcal {F}}}가 존재한다면, {\displaystyle {\mathcal {F}}}를 단사층이라고 한다.
이 밖에도, 관련된 개념으로
- 섬세층(纖細層, 영어: fine sheaf, 프랑스어: faisceau fin)
- 물렁한 층(영어: soft sheaf, 프랑스어: faisceau mou)
- 말랑한 층(영어: flabby sheaf, 프랑스어: faisceau flasque)
- 비순환층(非循環層, 영어: acyclic sheaf, 프랑스어: faisceau acyclique)

이 있다. 이 개념들은 파라콤팩트 하우스도르프 공간 위에서 잘 작동하지만, 대수다양체와 같은 공간에서는 잘 작동하지 않는다.

### 섬세층
위상 공간 {\displaystyle X}과 그 열린 덮개 {\displaystyle \{U_{i}\}_{i\in I}} 및 아벨 군층 {\displaystyle {\mathcal {F}}}이 주어졌다고 하자. {\displaystyle \{U_{i}\}_{i\in I}}에 종속된 {\displaystyle {\mathcal {F}}}의 단위 분할은 다음과 같은 데이터로 주어진다.
- 각 {\displaystyle i\in I}에 대하여, 자기 사상 {\displaystyle \phi _{i}\in \operatorname {End} ({\mathcal {F}})}

이는 다음 조건을 만족시켜야 한다.
- 각 {\displaystyle i\in I}에 대하여, {\displaystyle \operatorname {supp} \phi _{i}\subseteq U_{i}}
- 각 {\displaystyle x\in X}에 대하여, {\displaystyle \{i\in I\colon x\in \operatorname {supp} \phi _{i}\}}는 유한 집합이다.
- {\displaystyle \textstyle \sum _{i}\phi _{i}}는 항등 사상이다.

파라콤팩트 하우스도르프 공간 {\displaystyle X} 위의 아벨 군층 {\displaystyle {\mathcal {F}}}에 대하여, 다음 두 조건이 서로 동치이며, 이를 만족시키는 아벨 군층을 섬세층이라고 한다.
- 자기 사상의 층 {\displaystyle \operatorname {End} ({\mathcal {F}})}이 물렁한 층이다.
- 임의의 열린 덮개에 대하여, 이에 종속되는 단위 분할이 존재한다.

### 물렁한 층
위상 공간 {\displaystyle X} 위의 아벨 군층 {\displaystyle {\mathcal {F}}}에 대하여, 그 에탈레 공간 {\displaystyle \pi _{\mathcal {F}}\colon E\twoheadrightarrow X}을 정의할 수 있다. {\displaystyle X}의 임의의 닫힌집합 {\displaystyle C\subseteq X}에 대하여, 임의의 연속 함수
{\displaystyle s\colon C\to E}
에 대하여, 만약 {\displaystyle \pi _{\mathcal {F}}\circ s=\operatorname {id} _{C}}라면 {\displaystyle s}를 {\displaystyle {\mathcal {F}}}의 {\displaystyle C} 위의 단면이라고 하며, 단면 집합을 {\displaystyle \Gamma (C;{\mathcal {F}})}라고 한다. 만약 {\displaystyle X}가 파라콤팩트 공간일 경우, 이는 {\displaystyle C}의 모든 열린 근방에 대하여 취한 귀납적 극한
{\displaystyle \Gamma (C;{\mathcal {F}})=\varinjlim _{U\supseteq C}\Gamma (U;{\mathcal {F}})}
과 같다.
위상 공간 {\displaystyle X} 위의 아벨 군층 {\displaystyle {\mathcal {F}}}에 대하여, 만약 닫힌집합 {\displaystyle C\subseteq X} 위의 모든 단면을 {\displaystyle X} 전체의 단면으로 확장시킬 수 있다면, {\displaystyle {\mathcal {F}}}를 물렁한 층이라고 한다.
위상 공간 {\displaystyle X} 위의 아벨 군층 {\displaystyle {\mathcal {F}}}에 대하여, 만약 콤팩트 집합 {\displaystyle K\subseteq X} 위의 모든 단면을 {\displaystyle X} 전체의 단면으로 확장시킬 수 있다면, {\displaystyle {\mathcal {F}}}를 콤팩트 물렁한 층(영어: c-soft sheaf)이라고 한다.

### 말랑한 층
위상 공간 {\displaystyle X} 위의, 구체적 범주 {\displaystyle {\mathcal {C}}}의 값을 갖는 층 {\displaystyle {\mathcal {F}}}에 대하여, 임의의 두 열린집합 {\displaystyle V\subseteq U\subseteq X}에 대하여 제한 사상
{\displaystyle \operatorname {res} _{UV}\colon \Gamma (U,{\mathcal {F}})\to \Gamma (V,{\mathcal {F}})}
이 전사 함수라면, {\displaystyle {\mathcal {F}}}를 말랑한 층이라고 한다.:67, Exercise 1.16:137 즉, 임의의 열린집합에 정의된 단면을 공간 전체로 연장할 수 있는 층이다.
이름의 "말랑한"(프랑스어: flasque, 영어: flabby)은 주어진 단면을 쉽게 연장할 수 있는 성질을 말랑말랑한 찰흙 따위에 빗댄 것이다.

### 비순환층
위상 공간 {\displaystyle X} 위의 아벨 군층 {\displaystyle {\mathcal {F}}}에 대하여, 만약 모든 양의 차수 층 코호몰로지 군이 자명군이라면, {\displaystyle {\mathcal {F}}}를 비순환층이라고 한다.
{\displaystyle H^{i}(X;{\mathcal {F}})=0\qquad (\forall i>0)}
물론, 0차 코호몰로지 군은 단면들의 군 {\displaystyle H^{0}(X;{\mathcal {F}})=\Gamma (X;{\mathcal {F}})}이므로, 층이 자명하지 않는 이상 자명군이 아니다.

## 성질
파라콤팩트 하우스도르프 공간 위의 아벨 군층들에 대하여, 다음이 성립한다.
단사층 ⊆ 말랑한 층 ⊆ 물렁한 층 ⊆ 비순환층
단사층 ⊆ 섬세층 ⊆ 물렁한 층 ⊆ 비순환층
그러나 일반적으로 물렁한 층이 아닌 섬세층이 존재하고, 또 섬세층이 아닌 물렁한 층이 존재한다.
섬세층은 비순환층이므로, 복소 대수기하학에서 단사 분해(injective resolution) 대신에 섬세층을 이용해서 다른 주어진 층들의 층 코호몰로지를 계산할 수 있다. 돌보 분해(Dolbeault resolution)가 대표적인 그러한 경우이다.
위상 공간 {\displaystyle X}, {\displaystyle Y} 사이에 연속 함수 {\displaystyle f\colon X\to Y}가 주어졌을 때, {\displaystyle X} 위의 말랑한 층 {\displaystyle {\mathcal {F}}}의 직상 {\displaystyle f_{*}{\mathcal {F}}\in \operatorname {Sh} (Y)} 역시 말랑한 층이다.:67, Exercise 1.16d 위상 공간 {\displaystyle X}의 열린집합 {\displaystyle U} 및 말랑한 층 {\displaystyle {\mathcal {F}}}에 대하여, 제약층 {\displaystyle {\mathcal {F}}|_{U}} 역시 말랑한 층이다.
기약 공간 위의 상수층은 말랑한 층이다.:67, Exercise 1.16a

## 예
다음과 같은 층들은 섬세층을 이룬다.
- 다양체 {\displaystyle M} 위의 실수 연속 함수들의 층 {\displaystyle {\mathcal {C}}(M;\mathbb {R} )}
- 매끄러운 다양체 {\displaystyle M} 위의 실수 매끄러운 함수들의 층 {\displaystyle {\mathcal {C}}^{\infty }(M;\mathbb {R} )}
- 매끄러운 다양체 {\displaystyle M} 위의 {\displaystyle p}차 미분 형식들의 층 {\displaystyle \Omega ^{p}(M)}

그러나 복소다양체 위의 정칙 함수들의 층은 섬세층이 아니며, 말랑한 층 또한 아니다. 즉, 임의의 열린집합 위에 정의된 정칙 함수는 공간 전체로 해석적 연속을 하지 못할 수 있다.

### 드람 코호몰로지의 계산
드람 코호몰로지는 다음과 같이 계산할 수 있다. 매끄러운 다양체 {\displaystyle M}위의 상수층 {\displaystyle {\underline {\mathbb {R} }}}은 미분 형식의 층으로 다음과 같이 분해된다.
{\displaystyle 0\to {\underline {\mathbb {R} }}\to \Omega ^{0}(M)\to \Omega ^{1}(M)\to \cdots }
미분 형식층들은 섬세층이므로 비순환층이다. 따라서, 드람-베유 정리에 따라서
{\displaystyle H^{i}(X;{\underline {\mathbb {R} }})\cong H^{i}(\Omega ^{\bullet }(M))}
이 된다. 즉, 드람 코호몰로지는 실수 계수 코호몰로지와 동형이다.
그러나 돌보 코호몰로지를 계산하려면, 복소 미분 형식의 층은 섬세층이 아니며 비순환층도 아니다. 따라서, 드람-베유 정리를 통해 계산할 수 없으며, 이 경우 초코호몰로지(영어: hypercohomology)와 스펙트럼 열을 사용하여야 한다.

## 같이 보기
- 층 코호몰로지
- 단사 대상
- 단사 가군